# Польяново
Польяново — село в Чистоозёрном районе Новосибирской области. Административный центр Польяновского сельсовета.

## География
Площадь села — 81 гектаров.

## Население
| 2002 | 2007 | 2010 | 2012 | 2013 | 2014 | 2015 |
| ---- | ---- | ---- | ---- | ---- | ---- | ---- |
| 457  | ↗481 | ↘425 | ↘415 | ↘399 | ↘375 | ↘372 |
| 2016 | 2017 | 2018 | 2019 | 2020 | 2021 |      |
| ↘369 | ↘365 | ↘364 | ↗369 | ↘368 | ↘357 |      |

## Инфраструктура
В селе по данным на 2007 год функционируют 1 учреждение здравоохранения и 2 учреждения образования.